# Персидис, Петер
Петер Персидис (нем. Peter Persidis; 8 марта 1947, Вена — 21 января 2009, Вена) — австрийский футболист, защитник. По завершении игровой карьеры — футбольный тренер.
В качестве игрока прежде всего известен выступлениями за клубы «Олимпиакос» и «Рапид» (Вена), а также национальную сборную Австрии.

## Клубная карьера
Во взрослом футболе дебютировал в 1967 году выступлениями за команду клуба «Фёрст Виенна», в которой провел четыре сезона, приняв участие в 70 матчах чемпионата.
Своей игрой за эту команду игрок, который по отцовской линии имел греческие корни, привлек внимание представителей тренерского штаба греческого клуба «Олимпиакос», к составу которого присоединился в 1971 году. Сыграл за клуб из Пирея следующие четыре сезона своей игровой карьеры.
В 1975 году перешел в клуб «Рапид» (Вена), за который отыграл 7 сезонов. Большинство времени, проведенного в составе венского «Рапида», был основным игроком команды. Завершил профессиональную карьеру футболиста выступлениями за команду «Рапид» (Вена) в 1982 году.

## Выступления за сборную
В 1976 году дебютировал в официальных матчах в составе национальной сборной Австрии. В течение карьеры в национальной команде, которая длилась всего 3 года, провел в форме главной команды страны 7 матчей.
В составе сборной был участником чемпионата мира 1978 года в Аргентине.

## Карьера тренера
Начал тренерскую карьеру, вернувшись к футболу после небольшого перерыва, в 1986 году, возглавив тренерский штаб клуба «Санкт-Пёльтен».
В 1998 году вошел в тренерский штаб клуба «Рапид» (Вена), в котором работал до 2006 года. Часть 2001 года возглавлял команду клуба как исполняющий обязанности главного тренера.
Умер 21 января 2009 года на 62-м году жизни в Вене.